# كوينين (الجزائر)
كوينين هي إحدى قرى ولاية الوادي بالجنوب الشرقي الجزائري.

## تاريخها
تعود نشأة قرية كوينين إلى عام القرن السادس عشر للميلاد وكان ذلك من قبل بعض قبائل بني سليم. وقد تأسست القرية على أنقاض ثلاث قرى سابقة. ويعود أقدم مساجدها إلى عام 1035هـ / 1625م وهو مسجد
ثلمود. كما توجد بها العديد من المساجد القديمة الأخرى ومن أهمها : مسجد باب الغربي ومسجد بئر فصيل الذي يعود تأسيسه إلى عام 1777. على صعيد آخر افتتحت أول مدرسة بكوينين عام 1888، غير أنه لم يكن بها عام 1944 إلا قسم واحد. وافتتحت أول وكالة بريد عام 1924.

## مقالات ذات صلة
- ونوغة

## وصلة خارجية
- صور لكوينين

1. ↑   بي دي إف Recensement 2008 de la population algérienne, wilaya d'El Oued, sur le site de l'ONS. نسخة محفوظة 20 أكتوبر 2016 على موقع واي باك مشين.
2. ↑  GeoNames (بالإنجليزية), 2005, QID:Q830106